# Saint-Georges-d'Orques
Saint-Georges-d'Orques is een gemeente in het Franse departement Hérault (regio Occitanie). De plaats maakt deel uit van het arrondissement Montpellier. Saint-Georges-d'Orques telde op 1 januari 2022 5.707 inwoners.

## Geografie
De oppervlakte van Saint-Georges-d'Orques bedroeg op 1 januari 2022 9,31 vierkante kilometer; de bevolkingsdichtheid was toen 613 inwoners per km².

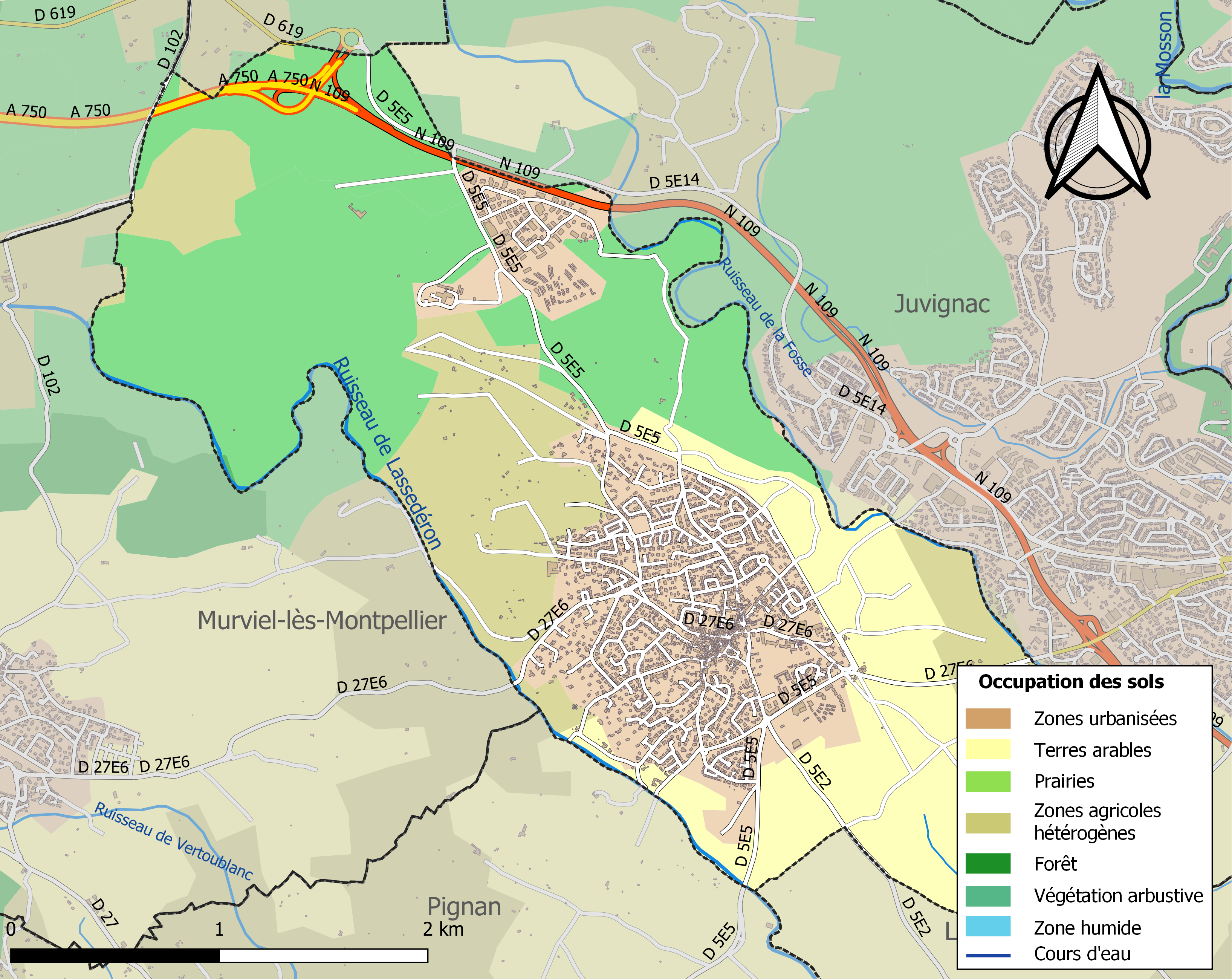
Kaart van de gemeente met belangrijkste infrastructuur, bodemgebruik en omliggende gemeenten

## Demografie
Onderstaande figuur toont het verloop van het inwonertal (bron: INSEE-tellingen).